# بیناشبکه‌سازی
بیناشبکه‌سازی (به انگلیسی: Internetworking) یا شبکه بهم‌پیوسته یا شبکه تقابلی که برگردانی برای واژهٔ «internet» (به معنای عام و با i کوچک) است، شبکه‌ای است که از ارتباط دو یا چند شبکه رایانه‌ای تشکیل می‌شود. کار بیناشبکه‌سازی این است که چندین شبکه کامپیوتری را میان‌هابِند می‌کند،: 169  به گونه ای که هر جفت میزبان در شبکه‌های متصل می‌تواند صرف نظر از فناوری شبکه سطح-سخت‌افزاری خود پیام ارسال کند. سیستم حاصله از شبکه‌های میان‌هابندشده را بیناشبکه می‌گویند یا به سادگی اینترنت.

## شبکه‌های بهم‌پیوسته و شبکهٔ جهانی
شبکهٔ جهانی اینترنت بهترین مثالی است که می‌توان از یک شبکهٔ بهم‌پیوستهٔ گسترده در سطح جهانی نام برد. بسیاری از استانداردها و قراردادهایی که امروزه در پیاده‌سازی شبکه‌های بهم‌پیوسته بکار برده می‌شوند از تلاش‌های ابتدایی تعدادی از دانشمندان برای قانون‌مند کردن «شبکهٔ جهانی اینترنت» و همسازن‌نمودن شیوه‌های ارتباط در آن حاصل شده‌است.